# Nemastoma tenue
Nemastoma tenue was een hooiwagen uit de familie aardhooiwagens (Nemastomatidae). Het werd een junior subjectief synoniem van Paranemastoma longipes (Schenkel, 1947). Na 2023 de geldige combinatie is Paranemastoma longipes (Schenkel, 1947). 